# Старосты и независимые
Старосты и независимые (чеш. Starostové a nezávislí — STAN) — центристская либеральная политическая партия в Чехии. Сосредоточена в основном на муниципальной политике, на уровне краёв и муниципалитетов. Имеет своих представителей в обеих палатах чешского парламента и в европейском парламенте.

## История

### Основание движения (2004—2010)
Основой для движения Старосты и независимые, стало возникшее в 2004 году региональное политического движение «Независимые старосты для края» (чеш. Nezávislí starostové pro kraj — NSK), которое приняло участие в региональных выборах в том же году в Злинском крае. В 2008 году движение начало своё функционирование в Среднечешском и Либерецком краях, где начали интенсивное сотрудничество с либерецким региональным движением Мэры за Либерецкий край. В начале 2009 года, движение трансформировалось и расширило свою деятельность на всю территорию Чешской Республики. Было принято новое название «Старосты и независимые», первым председателем которых стал региональный депутат Злинского края и мэр деревни Суха Лоз Петр Газдик. На выборах в Европейский парламент в 2009 году, движение шло вместе в коалиции с движением «АЛЬТЕРНАТИВА». Лидером коалиции был журналист и сенатор Яромир Штетина. Коалиция набрала 53 984 (2,28 %) голосов и не смогла получить мандат.

### Правительство Петра Нечаса и сотрудничество сTOP 09(2010—2013)
После выборов в Европейский парламент, движение заключило соглашение с недавно возникшей правоцентристской партией TOP 09. Соглашение предполагало сотрудничество на выборах и в парламенте. После парламентских выборов в 2010 году, на которых список партий получил 873 833 (16,70%) голосов и попал в парламент с 41 мандатом (из них 9 получили кандидаты от Старост). Председатель движения Петр Газдик стал председателем фракции «ТОП 09 и Старосты» (чеш. Poslanecký klub TOP 09 a Starostové). 
Движение поддержало создание коалиционного правительства Петра Нечаса, в которое входила ODS, TOP 09 и VV. После падения правительства в 2013 году, прошли досрочные парламентские выборы, на котором список партий получил 596 357 (11,99%) голосов и 26 мандатов (из них 3 получили кандидаты от Старост). После этого, движение заключило новое соглашение с TOP 09, которое ограничило сотрудничество только на парламентский уровень (Палату депутатов и Сенат).

### В оппозиции (2013—2021)
На съезде в 2014 году председателем движения стал Мартин Пута, до этого возглавлявший SLK. Первым заместителем движения стал бывший председатель Петр Газдик. В этом же году, на выборах в европейский парламент, коалиция ТОП 09 и STAN получила 241 747 (15,95 %) голосов и 4 мандата (один мандат получил кандидат Старост — Станислав Полчак).
На съезде в 2016 году председателем движения вновь стал Петр Газдик. В течение нескольких лет, у движения ухудшались отношения с TOP 09, а падающие рейтинги партии в опросах, в конце концов привели в 2017 году к тому, движение решило закончить своё сотрудничество с TOP 09. После чего начались переговоры о возможном совместном выдвижении с KDU-ČSL на парламентских выборах в 2017 году. Однако за несколько месяцев до выборов, данная коалиция была расторгнута, несмотря на уже начавшуюся избирательную кампанию. В выборах движение участвовало впервые самостоятельно и получило 262 157 голосов (5,18%) и 6 мандатов.
На муниципальных выборах в Праге в 2018 году TOP 09, STAN, KDU-ČSL, LES и SNK Европейские демократы объединились в избирательный блок "Объединенные силы для Праги" (чеш. Spojené síly pro Prahu). Блок собрал 4 127 063 (16,29 %) голосов и поддержал коалицию с Чешской пиратской партией и объединением Praha sobě. Приматором Праги стал Зденек Гржиб. Тем самым, движение вновь стало участвовать в управлении чешской столицы.
На съезде в 2019 году председателем движения был избран мэр города Колин Вит Ракушан. Первым заместителем председателя был избран Ян Фарский. На выборах в европейский парламент в 2019 году, партия выдвигалась вместе с ТОП 09, Партией зелёных, LES и региональными движениями: (Старосты (STAN) с региональными партнёрами и ТОП 09, чеш. STAROSTOVÉ (STAN) s regionálními partnery a TOP 09). На выборах было получено 276 220 голосов (11,65 %). Станислав Полчак вновь стал депутатом Европейского парламента.

## Результаты на выборах

### Выборы вПалату депутатов Парламента Чешской Республики

Результаты выборов 2010 года по регионам

Результаты выборов 2013 года по регионам

Результаты выборов 2017 года по регионам

Результаты выборов 2021 года по регионам

| Год  | Голоса  | Голоса | Изменения              | Изменения              | Мандаты             | +/-     | Правительство | Примечания |
| Год  | Голоса  | %      | Голоса                 | %                      | Мандаты             | +/-     | Правительство | Примечания |
| ---- | ------- | ------ | ---------------------- | ---------------------- | ------------------- | ------- | ------------- | --- |
| 2010 | 873 833 | 16,71  | В коалиции с TOP 09    | В коалиции с TOP 09    | 41 из 2009 из 200   | Впервые | Да            | На выборах, кандидаты STAN были избраны по партийному списку TOP 09 Коалиционное правительство с ODS и Дела общественные            |
| 2013 | 596 357 | 11,99  | ▼ 277 476              | ▼ 4,71                 | 26 из 2003 из 200   | ▼ 6     | Нет           | На выборах, кандидаты STAN были избраны по партийному списку TOP 09 Оппозиция                                                       |
| 2017 | 262 157 | 5,18   | Впервые самостоятельно | Впервые самостоятельно | 6 из 200            | ▲ 3     | Нет           | Оппозиция |
| 2021 | 839 776 | 15,62  | В коалиции с Пиратами  | В коалиции с Пиратами  | 37 из 200 33 из 200 | ▲ 27    | Да            | Благодаря преференциальному голосованию, получили всего 33 мандата из 37 Коалиционное правительство с ODS, KDU-ČSL, TOP 09 и Piráti |

### Выборы вЕвропейский парламент
| Год  | Голоса  | Голоса | Изменения | Изменения | Мандаты | +/-     | Примечания                                            |
| Год  | Голоса  | %      | Голоса    | %         | Мандаты | +/-     | Примечания                                            |
| ---- | ------- | ------ | --------- | --------- | ------- | ------- | ----------------------------------------------------- |
| 2009 | 53 984  | 2,28   | Впервые   | Впервые   | 0 из 21 | Впервые | Коалиция «Старосты и независимые — ваша Альтернатива» |
| 2014 | 241 747 | 15,95  |           |           | 1 из 21 | ▲ 1     | Коалиция «TOP 09 и STAN»                              |
| 2019 | 276 220 | 11,65  | ▲ 34 473  | ▼ 4,30    | 1 из 21 | ▬       | Коалиция «STAN и TOP 09»                              |
| 2024 | 258 431 | 8,70   | ▼ 17 789  | ▼ 2,95    | 2 из 21 | ▲ 1     | Коалиция «Старосты и личности для Европы»             |

## Список председателей и первых заместителей

### Председатели
- Йозеф Зиха (2005—2009)
- Петр Газдик (2009—2014)
- Мартин Пута (2014—2016)
- Петр Газдик (2016—2019)
- Вит Ракушан (2019— настоящее время)

Первые заместители председателя:
- Йозеф Зиха (2009—2011)
- Станислав Полчак (2011—2014)
- Петр Газдик (2014—2016)
- Вит Ракушан (2016—2019)
- Ян Фарский (2019—2022)
- Лукаш Влчек (2022— настоящее время)

## Логотип партии

Логотип партии (2009—2017)
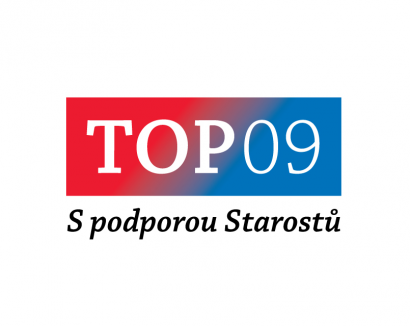
Логотип на агитационных материалах «ТOP 09 с поддержкой Старост» (2010—2013)
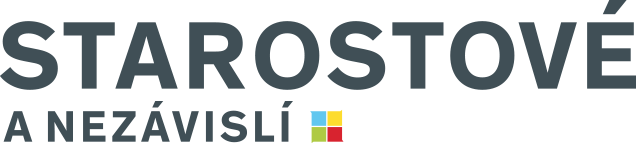
Логотип партии (2017—2024)
Логотип коалиции Пиратов и Старост (2021)
Логотип партии (с 2024)